# Адміністративний поділ Парагваю
Парагвай в адміністративному відношенні ділиться на 17 департаментів (ісп. departamento(s)) і один столичний округ Асунсьйон.
Другим рівнем адміністративного поділу Парагваю є округи (ісп. distrito(s)).

## Список департаментів
| Код  | Назва          | Іспанською       | Столиця                |
| ---- | -------------- | ---------------- | ---------------------- |
|      | Асунсьйон      | Asunción         | Асунсьйон              |
| I    | Консепсьйон    | Concepción       | Консепсьйон            |
| II   | Сан-Педро      | San Pedro        | Сан-Педро              |
| III  | Кордильєра     | Cordillera       | Каакупе                |
| IV   | Ґуайра         | Guairá           | Вільяррика             |
| V    | Кааґуасу       | Caaguazú         | Коронель-Овьєдо        |
| VI   | Каасапа        | Caazapá          | Каазапа                |
| VII  | Ітапуа         | Itapúa           | Енкарнасьйон           |
| VIII | Місьйонес      | Misiones         | Сан-Хуан-Баутіста      |
| IX   | Параґуарі      | Paraguarí        | Параґуарі              |
| X    | Альто-Парана   | Alto Paraná      | Сьюдад-дель-Есте       |
| XI   | Сентрал        | Central          | Ареґуа                 |
| XII  | Ньєембуку      | Ñeembucú         | Пілар                  |
| XIII | Амамбай        | Amambay          | Педро-Хуан-Кабальєро   |
| XIV  | Каніндею       | Canindeyú        | Сальто-дель-Ґуайра     |
| XV   | Альто-Парагвай | Alto Paraguay    | Фуерте-Олімпо          |
| XVI  | Пресіденте-Аєс | Presidente Hayes | Вілья-Аєс              |
| XVII | Бокерон        | Boquerón         | Філадельфія (Парагвай) |